# Hermann Gruber (Politiker)
Hermann Gruber (* 6. Juni 1900 in Kärnten (Gaßlhof, Gemeinde Kappel am Krappfeld); † 10. August 1984 in Klagenfurt) war ein österreichischer Politiker (ÖVP) und Landwirt. Er war von 1959 bis 1966 Abgeordneter zum Nationalrat.

## Leben
Gruber war der Sohn des Besitzers des Gaßlhofes Hermann Gruber (* 4. April 1869) und dessen Ehefrau Ernestine geb. Strauß (* 23. Januar 1877). Er war römisch-katholisch und heiratete am 24. November 1925 Johanna Hoffer (* 29. August 1901; † 24. November 1988). Aus der Ehe gingen jeweils drei Töchter und Söhne hervor.
Gruber besuchte nach der Volksschule in Sankt Martin am Krappfeld die Ackerbauschule in Wolfsberg und Klagenfurt und bewirtschaftete in der Folge als Landwirt das Gut Fasching, wobei er zum Ökonomierat ernannt wurde. Politisch engagierte er sich ab 1934 als Führer des Kärntner Bauernbundes und war von 1935 bis 1937 Präsident der Landwirtschaftskammer für Kärnten. Im Ständestaat war er von 1934 bis 1938 als Vertreter der Land- und Forstwirtschaft Mitglied im Ständischen Kärntner Landtag (im Landtag war er Mitglied des Finanz- und des Wirtschaftsausschusses) und wurde nach der Machtübernahme der Nationalsozialisten kurzfristig von der Gestapo inhaftiert.
Nach dem Ende des Zweiten Weltkriegs war Gruber ab dem 10. Dezember 1945 gewählter Abgeordneter zum Kärntner Landtag und erneut Präsident der Landwirtschaftskammer für Kärnten. Er wirkte zudem von 1945 bis 1959 als Obmann der ÖVP Kärnten und wechselte am 9. Juni 1959 in den Nationalrat, dem er bis zum 30. März 1966 angehörte. Daneben war Gruber Delegierter Kärntens beim Verband der europäischen Landwirtschaft (CEA).

## Auszeichnungen
- 1957: Großes Goldenes Ehrenzeichen für Verdienste um die Republik Österreich[1]
- 1966: Großes Silbernes Ehrenzeichen mit dem Stern für Verdienste um die Republik Österreich[2]